# Juan Martín Mujica
Pour les articles homonymes, voir Mujica.
Juan Martín Mujica est un footballeur international uruguayen, né le 22 décembre 1943 à Casablanca en Uruguay et mort le 11 février 2016 à Montevideo. Il évolue au poste de défenseur de 1961 à 1979, notamment au Nacional puis en France à Lille et Lens, avant de devenir entraîneur à partir des années 1980.
Il compte entre autres à son palmarès deux Copa Libertadores, deux Coupes intercontinentales et un championnat sud-américain.

## Biographie

### Débuts en Uruguay
Né à Casablanca en Uruguay, Juan Martín Mujica commence sa carrière au Rampla Juniors, l'un des nombreux clubs de la capitale Montevideo. Au poste de latéral, il y joue durant cinq saisons en première division et les bons résultats du club (deuxième en 1964, quatrième en 1966) le mènent jusqu'en équipe nationale, en 1966. L'année suivante, il part au Nacional, l'un des plus grands clubs du pays, et dispute sa première compétition internationale avec l'Uruguay, qu'il remporte, le championnat sud-américain (nommé Copa América désormais).
Avec le Nacional, Mujica enrichit son palmarès de quatre championnats, d'une Copa Libertadores et d'une Coupe intercontinentale.
En 1970, il participe à la Coupe du monde au Mexique avec l'équipe d'Uruguay, et après une défaite face au futur champion du monde brésilien, perd le match pour la troisième place contre l'Allemagne de l’Ouest.

### Départ en Europe
Après une saison passée au Mexique, Mujica s'envole pour le nord de la France et le Lille OSC en 1972. Il y reste trois saisons, marquées par une promotion en première division acquise en 1974. Toutefois, il ne jouera jamais dans l'élite avec le club nordiste, étant mis à disposition de l'équipe réserve toute la saison 1974-1975, en Division 3.
Il s'engage avec le RC Lens, qu'il a déjà affronté en deuxième division et promu un an avant le LOSC, en 1975. Après une bonne première saison lors de laquelle il joue à trente-et-une reprises en championnat et quatre en Coupe d'Europe des vainqueurs de coupe, Mujica est de nouveau envoyé en réserve et ne joue plus que cinq matchs avec les pros lors des deux saisons suivantes.

### Entraîneur et fin de vie
À la fin de sa carrière professionnelle de footballeur, il devient entraîneur. Il commence au Nacional où il avait auparavant joué. Dès da première année, il gagne le championnat local, la Copa Libertadores ainsi que la Coupe Intercontinentale. Avec ce dernier trophée, il entre dans le club fermé des vainqueurs de la Coupe Intercontinentale à la fois en tant que joueur et entraîneur.
Il entraîne ensuite différents clubs colombiens sans connaître de succès. Lors de sa dernière pige à Alianza, il mène son équipe à la victoire lors du tournoi de clôture.
Dans une situation financière difficile, le Parlement uruguayen lui garantit par une loi une rente pour son mérite.

## Statistiques détaillées
Cette section détaille les statistiques de Juan Martín Mujica lors de son passage en France, à Lille et Lens.
| Saison     | Club       | Championnat | Championnat | Championnat | Coupe(s) nationale(s) | Coupe(s) nationale(s) | Compétition(s) continentale(s) | Compétition(s) continentale(s) | Compétition(s) continentale(s) | Total | Total |
| Saison     | Club       | Division    | M.          | B.          | M.                    | B.                    | Comp.                          | M.                             | B.                             | M.    | B.    |
| 1972-1973  | Lille OSC  | D2          | 32          | 7           | 6                     | 2                     | -                              | -                              | -                              | 38    | 9     |
| 1973-1974  | Lille OSC  | D2          | 19          | 3           | 3                     | 0                     | -                              | -                              | -                              | 22    | 3     |
| 1974-1975  | Lille OSC  | D1          | 0           | 0           | 0                     | 0                     | -                              | -                              | -                              | 0     | 0     |
| Sous-total | Sous-total | Sous-total  | 51          | 10          | 9                     | 2                     | -                              | 0                              | 0                              | 60    | 12    |
| 1975-1976  | RC Lens    | D1          | 31          | 4           | 3                     | 0                     | C2                             | 4                              | 2                              | 38    | 6     |
| 1976-1977  | RC Lens    | D1          | 2           | 0           | 0                     | 0                     | -                              | -                              | -                              | 2     | 0     |
| 1977-1978  | RC Lens    | D1          | 3           | 0           | 0                     | 0                     | -                              | -                              | -                              | 3     | 0     |
| Sous-total | Sous-total | Sous-total  | 36          | 4           | 0                     | 0                     | -                              | 4                              | 2                              | 40    | 6     |

## Palmarès

### Palmarès de joueur
Avec le Nacional Montevideo
- Champion d'Uruguay en 1966, 1969, 1970 et 1971
- Vainqueur de la Copa Libertadores en 1971
- Vainqueur de la Coupe intercontinentale en 1971

Avec le Lille OSC
- Champion de France de D2 en 1974

Avec la sélection uruguayenne
- Vainqueur du championnat sud-américain[Note 2] en 1967

### Palmarès d'entraîneur
Avec le Nacional Montevideo
- Champion d'Uruguay en 1980
- Vainqueur de la Copa Libertadores en 1980
- Vainqueur de la Coupe intercontinentale en 1980

Avec Alianza
- Champion du Salvador : 2004 (Clausura)[Note 3]